# Goudgele hertenzwam
De goudgele hertenzwam (Pluteus leoninus) is een schimmel behorend tot de familie Pluteaceae. Hij leeft saprotroof op stronken en takken van loofbomen. Vooral bij eik (Quercus), maar hij is ook bekend van o.a. els (Alnus) en Fagus. Hij komt met name voor in bosmilieus op mineraalrijke, zure tot neutrale bodems. Buiten Nederland wordt hij ook gevonden op naaldhout. De vruchtlichamen komen afzonderlijk voor van mei tot oktober. Vruchtlichamen groeien vrij vaak op ondiep begraven hout, waardoor de indruk wordt gewekt dat ze op de grond ontkiemen.
Door zijn karakteristieke, heldere kleur is hij goed te onderscheiden van andere soorten. Alleen geelsteelhertenzwam (Pluteus romellii) is vergelijkbaar, maar heeft een olijfbruine hoed met bruin in het midden.

## Kenmerken
Hoed
De hoed heeft een diameter van 3 tot 7 cm. De vorm is klokvormig bij jonge vruchtlichamen, dan breed kegelvormig met een bult, uiteindelijk afgeplat. De rand is licht geribbeld. De hoed is hygrofaan. Het hoedoppervlak is citroengeel, goudgeel, geelbruin te midden van jonge exemplaren bedekt met kleine, rechtopstaande schubben, die tijdens het rijpen van het vruchtlichaam aan het oppervlak hechten, waardoor het fluweelzacht wordt.
Lamellen
De lamellen zijn eerst geelachtig, daarna zalmroze (de kleur van het sporenpoeder). Ze zijn tot 0,7 cm breed, vrij dicht, licht uitpuilend, meestal vrij, soms een beetje hechtend.
Steel
De steel is 4 tot 6 cm lang en 0,2 tot 0,8 cm dik. De vorm is cilindrisch met een lichte verdikking aan de basis, aanvankelijk vol, later leeg. Het oppervlak is wit, vaak alleen in het onderste deel geelbruin, licht zijdeachtig gestreept. De basis van de steel is meestal bedekt met kleine schubben.
Kleur, smaak en geur
Het vlees is wit met een gelige tint, waterig, dun. Volgens sommige bronnen zijn ze eetbaar, maar met weinig smaak. De smaak is licht zuur, de geur lijkt op die van een radijs.

### Microscopische kenmerken
De sporen zijn breed elliptisch of bolvormig, 6-8 × 5-6,5 µm groot. Kleurloze, smal-spilvormige (soms ook knotsvormige) cheilocystidia met een smal langwerpige top, versmalde basis en afmetingen van 33-75 × 8-25 µm zijn vrij talrijk. Pleurocystidia zijn minder talrijk, breed kegelvormig of spoelvormig. Ze hebben een grootte van 35-80 × 9-30 µm. In jonge vruchtlichamen is het gele pigment zowel binnen als tussen cellen aanwezig. De terminale hyfen van de schubben die de huid van de hoed bedekken zijn lang, spichtig en zelden septa. Ze zijn 6 tot 12 µm breed en bevatten een geelbruin pigment aan de binnenkant (alleen zichtbaar in verse exemplaren). De hoedhuid bevat pileocystidia.
Veel auteurs beschouwen Pluteus fayodii als een synoniem van Pluteus leoninus, maar volgens Index Fungorum zijn ze verschillend.

## Verspreiding
De goudgele hertenzwam is wijd verspreid in Europa, van het Iberisch Schiereiland tot IJsland en Scandinavië. Hij wordt ook lokaal gevonden in Noord-Amerika, Korea en Japan.
In Nederland komt de soort vrij algemeen voor. Hij staat op de rode lijst in de categorie 'kwetsbaar'.

## Foto's

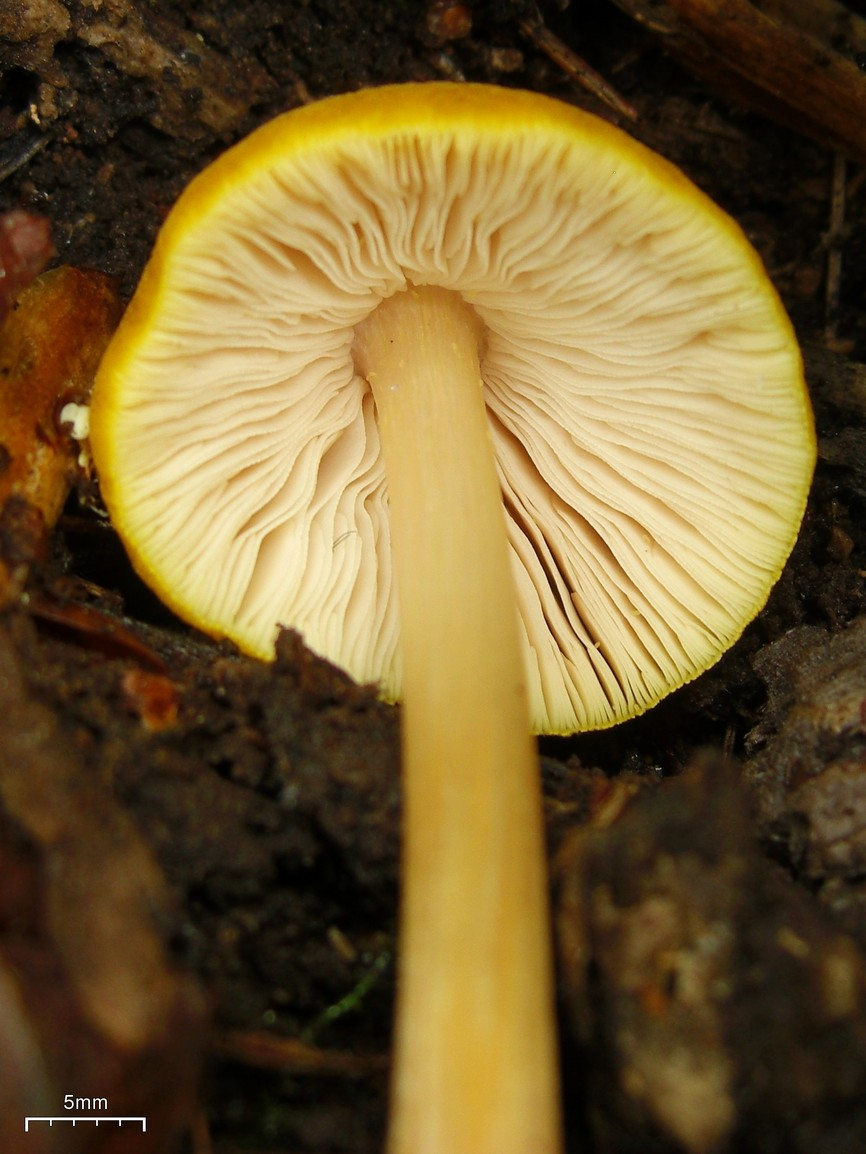
Lamellen
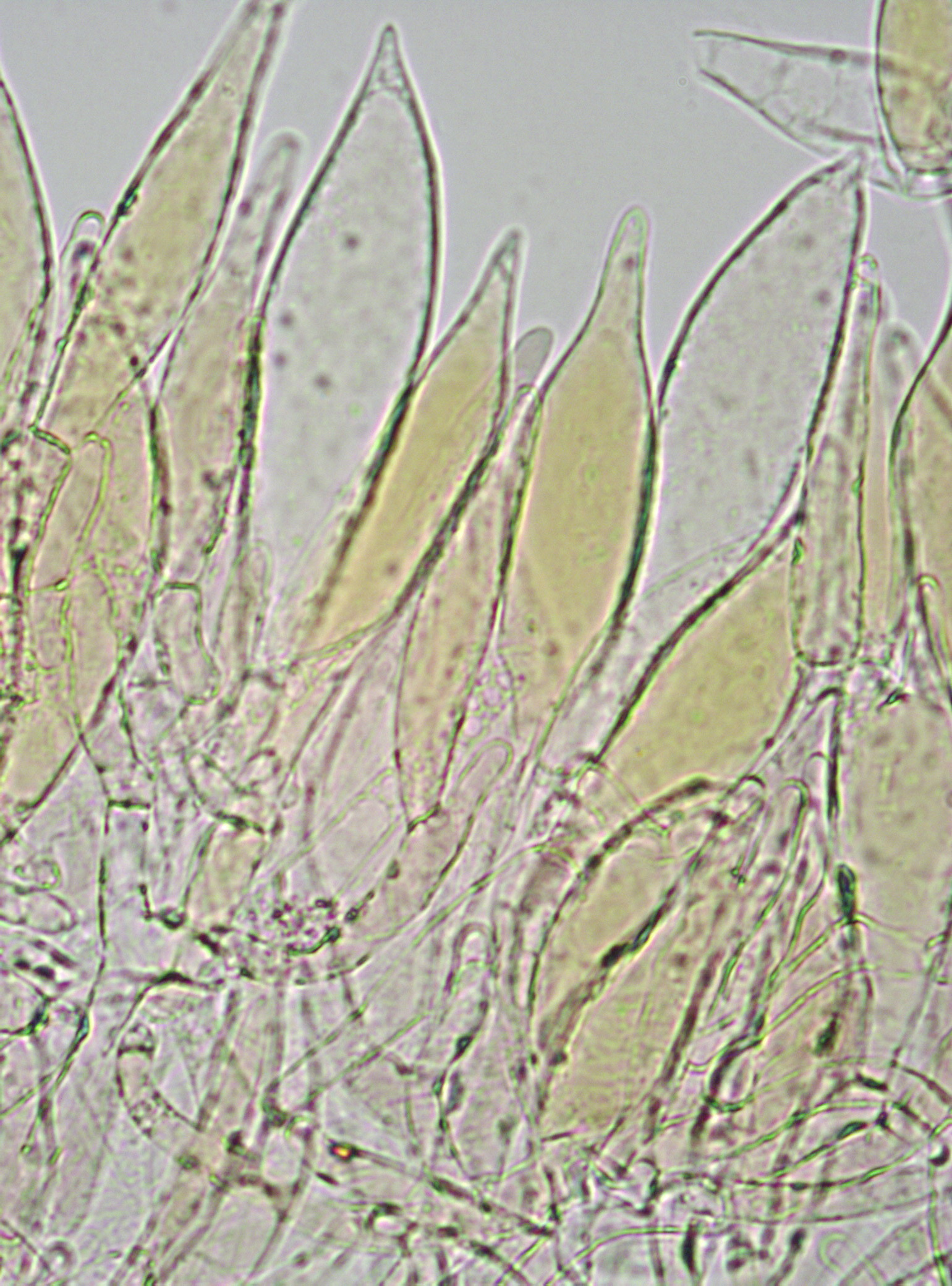
Cystidia
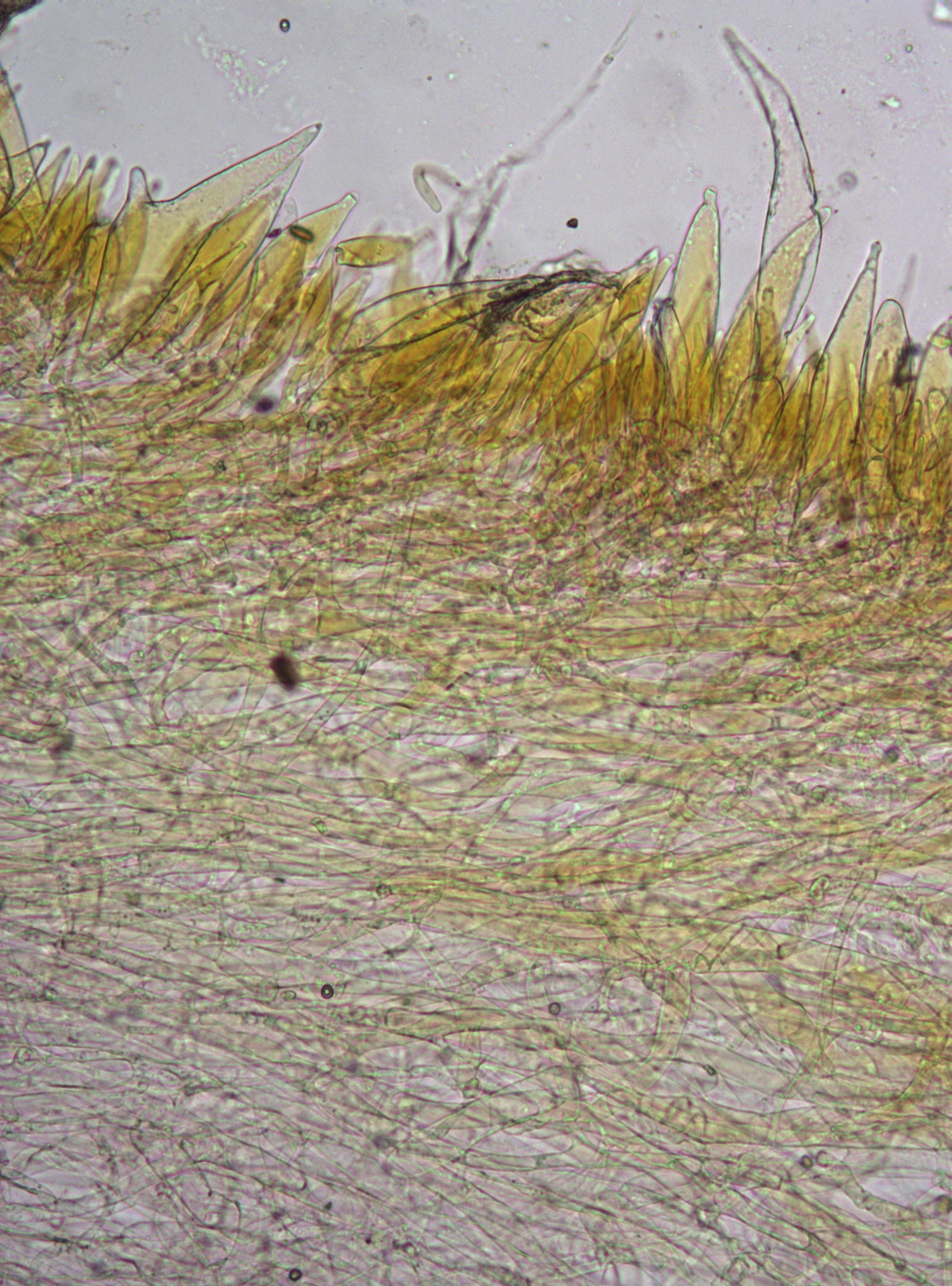
Cystidia